# Lundacera
Lundacera là một chi nhện trong họ Ochyroceratidae.